# کوه گرن پارادیسو
گرن پارادیسو (فرانسوی: Grand Paradis‎) یک کوه در رشته کوه‌های آلپ واقع بین واله دائوستا وپیمونت
ناحیهای در شمال غربی مناطق شمال غرب ایتالیااست.

## تاریخچه
این قله اولین بار در در۴ سپتامبر ۱۸۶۰ توسط J. J. Cowell, W. Dundas, J. Payot و J. Tairraz انجام شد.این کوه دارای دو پناهگاه به نام‌های پناهگاه فردریک Chabod و پناهگاه ویکتور امانوئل دوم.
این کوه یک پارک ملی در ایتالیا به شمار می رود.